# Élection présidentielle de 2003 en république populaire de Chine
 (octobre 2024).
Si vous disposez d'ouvrages ou d'articles de référence ou si vous connaissez des sites web de qualité traitant du thème abordé ici, merci de compléter l'article en donnant les références utiles à sa vérifiabilité et en les liant à la section « Notes et références ».
L'élection présidentielle chinoise de 2003 se tient le 15 mars 2003 afin d'élire au suffrage indirect le président de la république populaire de Chine.
Seul candidat, Hu Jintao, est réélu président. Zeng Qinghong est élu vice-président.

## Système électoral
Le Président de la république populaire de Chine est élu pour cinq ans par les députés de l'Assemblée nationale populaire. 

## Candidats
- Hu Jintao, élu secrétaire général du Parti communiste chinois (dirigeant suprême) lors 16e congrès national en 2002.

## Résultats
| Candidat                 | Candidat                 | Parti                    | Voix  | %     |
| ------------------------ | ------------------------ | ------------------------ | ----- | ----- |
|                          | Hu Jintao                | PCC                      | 2 937 | 99,53 |
|                          |                          |                          |       |       |
| Votes valides            | Votes valides            | Votes valides            | 2 937 | 99,53 |
| Votes blancs et nuls     | Votes blancs et nuls     | Votes blancs et nuls     | 7     | 0,24  |
| Total                    | Total                    | Total                    | 2 951 | 100   |
| Abstention               | Abstention               | Abstention               | 3     | 0,1   |
| Inscrits / participation | Inscrits / participation | Inscrits / participation | 2 983 | 98,93 |